# DJ Fury
Pour les articles homonymes, voir Fury.
Craig Morris, dit DJ Fury, est un disc jockey anglais, né le 25 mars 1974. Orienté House et UK hardcore, il a joué dans de grands club, notamment à Ibiza, Miami, New York, Londres et Paris.
Il a connu une ascension fulgurante dans le milieu de la musique électronique grâce à des sets (enchaînement de plusieurs morceaux) à trois platines.